# Santiago Tuxtla
Santiago Tuxtla is een stadje in de Sierra de los Tuxtlas in de Mexicaanse deelstaat Veracruz. San Andrés Tuxtla heeft 15.225 inwoners (census 2005) en is de hoofdplaats van de gemeente Santiago Tuxtla.